# Montemale di Cuneo
Montemale di Cuneo es una localidad y comune italiana de la provincia de Cuneo, región de Piamonte, con 227 habitantes.

## Evolución demográfica
| Gráfica de evolución demográfica de Montemale di Cuneo entre 1861 y 2001 |
|                                                                          |
| Fuente ISTAT - elaboración gráfica de Wikipedia                          |